# ウィリアム・スティーブンソン
ウィリアム・エドワーズ・スティーブンソン（William Edwards Stevenson, 1900年10月25日 - 1985年4月2日）は、アメリカ合衆国イリノイ州シカゴ出身の陸上競技選手、法律家、および外交官である。1924年パリオリンピックの陸上競技金メダリストとして知られる。

## 競技経歴
スティーブンソンは、1924年パリオリンピックの男子4×400mリレーにアメリカ代表として出場した。チームはコモドール・コクラン、アラン・ヘルフリッチ、オリバー・マクドナルド、そして第2走者を務めたスティーブンソンで構成され、3分16秒0の世界新記録を樹立し、スウェーデン（3分17秒0）とイギリス（3分17秒4）を抑えて金メダルを獲得した。
その他の主要な大会では、国内のAAU選手権440ヤード走で1921年に優勝、1922年および1924年には2位となっている。また、英国のAAA選手権では、1923年に440ヤード走で優勝を果たした。

## 法律家および社会貢献
スティーブンソンは、ローズ奨学制度を利用してオックスフォード大学で法律を学び、帰国後に法律事務所を開業した。1931年にはニューヨークで高名な法律事務所「デベボイス・スティーブンソン・プリンプトン・アンド・ページ」（現デベボイス・アンド・プリンプトンLLP）を共同設立している。
社会貢献の面では、第二次世界大戦中にアメリカ赤十字社の活動に従事し、イギリス、北アフリカ、シチリア、イタリアにおいて赤十字の活動を組織・管理した。この功績により、彼と妻のエリナー・「バンピー」・バムステッド・スティーブンソンはブロンズスターメダルを授与された。

## 公職歴
1946年には、オハイオ州のオベリン大学学長に就任し、1960年までその職を務めた。その後、1962年にはジョン・F・ケネディ大統領より在フィリピンアメリカ合衆国特命全権大使に任命され、1964年6月14日まで約2年4ヶ月間赴任した。